# Cappon magro
Le cappon magro (prononcé : [kapˌpom ˈmaːɡro] ; capon magro), est une salade génoise élaborée de fruits de mer et de légumes sur du biscuit de mer disposés en une pyramide décorative et assaisonnés d'une sauce riche.
Un plat similaire mais beaucoup moins élaboré est appelé capponata en Ligurie (ligure : cappunadda), capponata en Sardaigne, et caponata estiva ou caponata di pesce en Campanie. Il s'agit d'une salade de tomates, concombres, poivrons, laitue, œufs durs, poutargue et thon séché, assaisonnée d'huile d'olive.

## Étymologie
Cappon magro signifie « chapon du jour de jeûne ». Comme ce plat ne contient aucun ingrédient considéré comme de la viande selon les règles du jeûne catholique traditionnel, il constitue un repas approprié pour les jours d'abstinence, y compris la veille de Noël. Le terme cappon peut être une référence ironique au chapon, une volaille, un plat traditionnel de Noël. Il peut aussi faire référence à la base du biscuit, comparable au « chapon » français, une tranche de pain frotté à l'ail que l'on place au fond d'un bol de soupe ou de salade. Il peut également faire référence à l'un des nombreux poissons appelés cappone (peut-être un grondin ou un rouget).

## Préparation
La base d'un cappon magro est une couche de biscuits à pâte dure (gallette) frottés à l'ail et trempés dans de l'eau de mer et du vinaigre. On construit ensuite une pyramide couche par couche.
Chaque couche peut être constituée d'un ou plusieurs légumes, poissons ou fruits de mer. Toutes les recettes comprennent du poisson blanc bouilli, du homard, des haricots verts, du céleri, des carottes, des betteraves et des pommes de terre. Certaines autorités insistent sur le fait que les salsifis noirs sont indispensables. D'autres fruits de mer et légumes peuvent également être inclus. Chaque ingrédient est bouilli séparément, coupé en morceaux et assaisonné d'huile et de vinaigre. Chaque couche est assaisonnée avec une sorte de croisement entre la salsa verde et la mayonnaise ; elle se compose de persil, d'ail, de câpres, d'anchois, de jaunes d'œufs durs et d'olives vertes broyés dans un mortier avec de l'huile d'olive et du vinaigre. La pyramide est surmontée d'un homard coiffé de son corail. Les côtés de la pyramide sont garnis d'olives vertes, de poutargue, de câpres, de filets d'anchois, d'écrevisses, d'artichauts et d'œufs durs coupés en quatre,.

## Caponata estivade Naples
Le plat de Naples appelé caponata estiva (caponata d'été), caponata napolitana ou caponata di pesce consiste en des biscottes humides en forme d'anneau (friselle ou gallette) assaisonnées d'huile, de sel, d'ail, d'origan et de basilic, et garnies de tomates en tranches et éventuellement de thon. De nombreux ingrédients supplémentaires sont facultatifs, notamment du hareng fumé, des légumes marinés, des olives, des câpres, des anchois, des sardines, des œufs durs, du bœuf bouilli coupé en tranches très fines, du concombre, de la carotte, du céleri,,.